# Носратолла Джаханшахлу
Носратолла Джаханшахлу (азерб. Nüsrətullah Cahanşahlı, перс. نصرت‌الله جهانشاهلو‎; апрель 1913, Тегеран — 3 октября 2012, Берлин) — иранский политик левого толка.

## Биография
Родился в апреле 1913 года в Тегеране в семье выходцев из Зенджана. Окончил Тегеранский университет со степенью доктора медицины.
Был избран главой местного комитета партии Туде в 1944 году. После создания Демократической партии Азербайджана был назначен главой обкома, а затем стал членом группы Таги Эрани, которая была первой коммунистической группой, подвергшейся нападкам во время правления Резы Пехлеви. Однако её члены были освобождены во время войны после вторжения в Иран в 1941 году. На тот момент Джаханшахлу, будучи выходцем из богатой семьи, бесплатно лечил пациентов в своей клинике, тем самым завоевав среди простых людей хорошую репутацию, а заодно побудив многих людей стать членами партии Туде.
С другой стороны, Носратолла, принадлежавший к семье Джаханшахлу, был противником Зульфикари, чем сумел привлечь и остальных противников данной семьи.
После уничтожения Демократической Республики Азербайджан иранской армией бежал в СССР вместе с несколькими другими членами Демократической партии Азербайджана. После 26 лет проживания в Советском Азербайджане переехал жить в Восточную Германию, а оттуда в Швейцарию.
Умер 3 октября 2012 года в Берлине.